# متحف نوسا تنقارا الغربية
متحف نوسا تنقارا الغربية هو متحف حكومي يقع في ماتارام في جزيرة لومبوك بإندونيسيا. المتحف هو المتحف الإقليمي لمقاطعة نوسا تنقارا الغربية.
يجمع المتحف 7.387 عنصرًا (2006) تتعلق بالفنون التقليدية في لومبوك وسومباوا (مثل الكريس التقليدي، وسونغكيت، وسكيتوير والأقنعة) بالإضافة إلى الموضوعات ذات الصلة مثل الجيولوجيا، والآثار، والهندسة المعمارية، وعلم الأحياء، والسيراميك، واللوحات، وغيرها.

## المجموعات
بعض مجموعات المتحف هي أزياء الزفاف للمجموعات العرقية ساساكو سامواه وإمبوجو، والعديد من الحفريات والعملات الاستعمارية من البرتغالية والإسبانية والهولندية، والأسلحة التقليدية من سلطنة بيما ماتارام.
يجمع المتحف أيضًا العناصر التقليدية المتعلقة بالصوفية مثل تقسيم الأحجار، والأشياء التقليدية لدرء سوء الحظ، والبرق، والضعف، وما إلى ذلك.